# Camponotus festinatus
Camponotus festinatus é uma espécie de inseto do gênero Camponotus, pertencente à família Formicidae.